# 阿尔斯巴赫-黑恩莱恩
阿尔斯巴赫-黑恩莱恩是德国黑森州的一个市镇。总面积15.78平方公里，总人口9301人，其中男性4633人，女性4668人（2011年12月31日），人口密度589人/平方公里。